# Maba (fósil)
Maba, o Mapa, es el nombre común de una cráneo fósil, catalogado como IVPP PA 84, o simplemente PA 84, perteneciente a un Homo heidelbergensis de una antigüedad de unos 130 000 años encontrado en China.
Junto a los restos de homínido se encontron otros de fauna mamífera: Hyaena, Ursus, Ailuropoda, Panthera tigris, Rhinoceros, Sus, Cervus, etc.
Las características de Maba, junto a las de otros fósiles, han hecho que ciertos autores los relacionen con el hombre de Denisova, aunque de esta especie encontrada en una cueva de Rusia que le da nombre, solo hay restos menores y paleo ADN (extraído de un falange y una muela).

## Descubrimiento, descripción y conservación
Un grupo de campesinos chinos encontró, en 1958, los restos durante la extracción de fertilizante de la conocida como cueva Shizishan, cerca de la población de Maba, del municipio de Shaoguan, en la provincia china de Cantón. En junio del año siguiente fueron descritos por primera vez por J. K. Woo y R. C. Peng.
Los restos son de una calota, con todas las suturas craneales fusionadas, que incluye casi todo el hueso frontal, los dos huesos parietales y gran parte de los huesos nasales y, de la cara, la órbita derecha.
Los restos se conservan en el Instituto de Paleontología de Vertebrados y Paleoantropología de Pekín (China), donde se trasladaron después de la campaña de excavaciones.

## Datación
En la década de 1980 Yuan, Chen y Gao dataron varios sitios de China, entre ellos la cueva Shizishan, donde posteriormente se encontró la calota y la parte superior de la cara. El método utilizado fue la datación por series de uranio, y se aplicó sobre un diente de rinoceronte. El valor obtenido fue de 129 000 años con márgenes de +11 000 y -10 000años.